# Cheval gris du Comte de Veldenz
Le cheval gris du Comte de Veldenz est une légende recueillie par le pasteur Oberlin dont le contexte est le suivant. Au Ban de la Roche, en Alsace, des procès de sorcellerie ont fait rage dans les années 1620/1621. Le seigneur de la région, le Comte de Veldenz, y aurait mis fin dans les années 1630 au moyen d'un subterfuge : il aurait cassé lui-même la jambe de son cheval, crié au sortilège, obtenu des aveux d'un prétendu sorcier, aveux dont il connaissait le caractère inexact.

## Le récit fait au pasteur Oberlin
La légende du cheval gris du Comte de Veldenz figure dans les Chroniques du Pasteur Oberlin, qui peuvent être lues à la bibliothèque du Musée Jean-Frédéric Oberlin à Waldersbach. Elle est reproduite par Loïc Chalmel dans son livre Oberlin, le pasteur des Lumières. Le récit émane de Claude Bernard, ancien de l'Église. Le texte de la chronique est le suivant :

« Du temps de Catherine Milan, régna la rage contre les prétendus sorciers. On leur trancha la tête sur la Berrhoe entre Waldersbach et Wildersbach. On en montre encore la place proche de l'endroit où est aujourd'hui la potence. L'un accusait l'autre, les tourments de la question firent le reste. Il y eut quatre hommes pour les pendre. Nicolas Milan, père de ladite Catherine, en était un. Il y eut tant de gens décapités que le Prince de Veldenz eut de la peine à croire qu'il y eut tant de sorciers. Il demeurait à Rothau. Il entra dans l'écurie, cassa la jambe d'un de ses chevaux, accusa le valet de sortilège, on lui donna la question, il confessa. Le Prince, éclairé par cet exemple frappant, déclara la vérité de l'affaire, et que ç'avait été lui-même qui eut cassé la jambe au cheval, et sans sortilège. Là dessus, il fit donner la question au bourreau, qui confessa avoir exécute soixante-dix innocents. C'est ainsi que se termina la persécution des prétendus sorciers. »

## Les passeurs de mémoire
L'article publié dans le Bulletin du cercle généalogique d'Alsace note des éléments venant témoigner en faveur de la crédibilité des passeurs de mémoire au moins sur certains points. Ces passeurs sont les suivants :
- Nicolas Milan est proche des faits ; il fait partie des quatre personnes qui aident aux exécutions ; il a eu un fils condamné pour sorcellerie et probablement brûlé ; sa femme a été au moins interrogée
- Catherine Milan, fille de Nicolas Milan et grand-mère de Claude Bernard, a en principe recueilli l'histoire de la bouche même de son père
- Claude Bernard, ancien de l'Église, est une personnalité estimée.

## La «confession» de Georgette la Neubourgeoise
Les dossiers des procès de sorcellerie conservés aux Archives Municipales de Strasbourg contiennent par ailleurs une « confession » (c'est-à-dire des aveux) émanant non pas d'un valet mais d'une femme, Georgette la Neubourgeoise, qui s'accuse d'avoir fait mourir un « cheval grison » appartenant au Comte :

« Pour le treizième, elle a aussi librement et volontairement confessé que, passé deux ans, elle et son amoureux Joli entrèrent de nuit dans l'écurie de notre très haut et très bénin prince et seigneur, et que, ayant graissé de sa graisse un cheval grison ... le firent mourir. »

Cette confession est bien dictée par les juges. L'expression « Elle a librement et volontairement confessé que... » signifie, dans le contexte culturel alsacien de l'époque, que les instruments de torture étaient rangés à l'instant des aveux.
Son contenu est compatible avec l'intention prêtée au pouvoir, à ce moment-là, de mettre fin aux procès de sorcellerie : la Neubourgeoise ne dénonce que des morts et des êtres surnaturels ; sa confession ne peut donc pas entraîner d'autres procès.

## Les choix des passeurs de mémoire
Il convient de remarquer la prise de position collective qui émane des "passeurs de mémoire" : les procès de sorcellerie sont présentés sans hésitation comme une pure et simple erreur judiciaire. Une telle prise de position contraste avec le point de vue commun à l'époque : on redoutait les sorcières, on ne prenait pas en principe leur défense. Peut-être cette prise de position s'explique-t-elle par la qualité de victime de la famille Milan, qui a vu au moins un de ses membres condamnés.
On notera quand même que l'histoire est édulcorée : les sorciers et sorcières ont été brûlés, et non pendus ou décapités. Les passeurs de mémoire sont en défaut sur ce point. Peut-être ont-ils souhaité minimiser la cruauté de la tâche imposée par le seigneur à leur ancêtre Nicolas Milan.
Enfin, le seigneur n'est présenté qu'au moment où il met fin aux procès de sorcellerie. Les passeurs ont donc choisi d'oublier de dire que le Comte de Veldenz avait droit de Haute Justice, et que c'est donc sous son autorité que les procès de sorcellerie ont eu lieu. Le voilà quand même engagé d'office dans le camp des défenseurs des prétendus sorciers. Prudence politique ? Avant la Révolution, on ne remettait pas en cause l'autorité seigneuriale.

### Sources
- Loïc Chalmel, Oberlin, le pasteur des Lumières, La Nuée Bleue, 2006, 240 p.
- Denis Leypold, Le Ban de la Roche au temps des seigneurs de Rathsamhausen et de Veldenz (1489-1630), Oberlin, Strasbourg, 1989, 119 p. Contient un chapitre sur les procès de sorcellerie au Ban de la Roche.